# دولو (کومونه)
دولو (به ایتالیایی: Dolo) یک کومونه در ایتالیا است که در استان ونیز واقع شده‌است.

## خصوصیات
دولو ۲۴٫۰۸ کیلومترمربع مساحت و ۱۵٬۱۸۸ نفر جمعیت دارد و ۷ متر بالاتر از سطح دریا واقع شده‌است.